# 三進金属工業
三進金属工業株式会社（さんしんきんぞくこうぎょう、英: Sanshin Metal Working Co. Ltd.）は、日本の物流保管設備・研究設備機器等の製造・開発・販売を主な業務とする企業である。
ここ数年WMS（倉庫管理システム）等のIT技術であるソフト開発・販売に大きな投資をしており、社内外のデジタル化を推進している。
近年は植物工場の設備販売や研究開発も行い、福島県で米作りも始めるなど、農業関係の分野にも本格的に参入しつつある。

## 概要
物流、工場、事務所、図書館等向けスチールラックメーカーとしては国内最大手のひとつ。完成品メーカーであり、自社で開発・設計部門を有している。原料・部品の調達から製造・塗装・組立をした製品の出荷及び施工まで一貫して自社で行なっている。「産業用ラック」では、売上高・生産量共に日本一である。ただし、ODM/OEMを主体とする会社のため、世間一般への知名度は低い。
営業拠点は東京支社（東京都中央区）、中部支社（愛知県小牧市）、大阪支社（大阪府大阪市中央区）、九州支社（福岡県太宰府市）をはじめ、北海道から九州・沖縄県まで日本国内に支店、営業所、出張所がある。
1964年（昭和39年）11月に「新井正準」を代表とし、シャーリング加工や鋼材販売の「三進金属工業」を創業した（大阪市西区梅南南通り3丁目）。社名は創業時、社員3名でスタートした事に由来する。
2004年（平成16年）10月1日に代表取締役社長に新井宏昌が就任。創業40周年。
社訓は、「創造」・「迅速」・「誠実」である。
2008年より植物工場事業に参入し、植物工場内設備の設計開発や植物・水溶液の研究開発を行なっている。
2014年に現在のIT部の前身となる部署が開設され、同年から物流関係のソフトウェア開発・販売に力を入れている。ハードとソフトの融合による相乗効果を狙っている。
2017年に売上200億円を初めて達成し、2023年までの7期連続で売上200億円以上を維持している。2023年には売上250億円を突破した。
同年2020年より「移動ラックは三進」のスローガンを掲げている。

## 沿革
- 1964年11月 大阪市西成区梅南通り3丁目において三進金属を創業、シャーリング加工、鋼材販売を開始。
- 1967年04月 大阪市西成区南津守6丁目6-43に工場新設移転、独自のプレスラインシステムを開発、スチール棚板製造販売の専業化を図る法人に改組、三進金属工業株式会社を設立。
- 1980年07月 進明金属株式会社を合併、現在の本社に総合工場新設。
- 1983年10月 本社工場近くに総合配送センター及び塗装工場を新設。
- 1983年11月 本社ビル完成。
- 1988年05月 エレトロラックス社と業務提携。
- 1989年11月 福島県郡山市に郡山工場新設。
- 1991年01月 郡山第2工場新設。同年11月に郡山第3工場新設。
- 2000年04月 福島工場起工(総敷地面積7万坪)。
- 2001年04月 福島工場竣工。
- 2008年10月 福島第二工場が竣工。
- 2011年04月 大阪府立大学と共同研究開始。
- 2011年07月 大阪大学と産学連携研究開始。
- 2012年01月 本社第二倉庫開設。
- 2013年05月 福島第三工場竣工。
- 2016年10月 SANSHIN THAI設立。
- 2016年12月 戦略的基盤研究センター開設。
- 2017年06月 サンシン夢ファーム㈱設立。
- 2017年12月 本社第二工場開設。
- 2018年02月 東京支社足立配送センターを移転し、関東DCとして開設。
- 2018年07月 SANSHIN HANOI設立。
- 2018年09月 京都支店と滋賀支店を移転統合し、新京都支店事務所を開設。
- 2018年10月 サイエンス事業部を独立事業部として組織改編。
- 2019年05月 大阪支社新自社ビルに新事務所開設(大阪市中央区東心斎橋)。
- 2019年11月 株式会社M式水耕研究所を子会社化。
- 2020年07月 「イノベーション創出強化研究推進事業」応用研究ステージ開始
- 2021年02月 福島工場 LNGによる700KW発電のコージェネレーションシステム導入
- 2021年04月 福島第四工場竣工
- 2021年05月 サンシンスマイル株式会社が特例子会社に認定される
- 2021年09月 三重営業所開設
- 2022年01月 物流ソリューション部が東心斎橋自社ビルに移転
- 2022年03月 経済産業省「健康経営優良法人2022（ﾌﾞﾗｲﾄ500）」に認定される
- 2022年08月 東京支社新自社ビルに事務所移転（東京都中央区東日本橋）
- 2022年12月 新井会長が日刊工業新聞社 第40回優秀経営者顕彰で優秀創業者賞を受賞
- 2023年01月 忠岡町内こども食堂へ三進米支援開始
- 2023年02月 「つな木」の木育ワークショップがJIAゴールデンキューブ賞2020/2023を受賞
- 2023年03月 2年連続で経済産業省「健康経営優良法人ブライト500」に認定
- 2023年04月 エコプッシュが第35回「中小企業優秀新技術・新製品賞」受賞
- 2023年09月 本社配送センター ショールームをリニューアル
- 2023年11月 大阪国税局長賞・中小企業長官賞 受賞
- 2023年12月 エコプッシュが「省エネ大賞」省エネルギーセンター会長賞 受賞

## 事業内容
事業は大きく3つに分類されており、
「物流保管機器（HARDY RACK）」「植物工場・実験/研究設備（HARDY SCIENCE）」「建築・構造物製品群(HARDY STR)」の開発、設計、製造、販売、設置、 メンテナンスである。事業の柱は「物流保管機器（HARDY RACK）」である。